# 자스민 (소프트웨어)
자스민(Jasmin)은 자바 가상 머신 명령 집합을 사용하여 인간이 읽을 수 있는 어셈블러같은 문법으로부터 클래스 파일들을 만들어내는 자유 오픈 소스 어셈블러이다. 자스민은 자바 프로그래밍 언어 컴파일러는 아니다.
자스민은 어셈블러의 하나로, 자바 가상 머신 명령 집합을 사용하여 단순한 어셈블러같은 문법으로 작성된 JVM 클래스의 ASCII 설명을 가져온다. 이것을 바이너리 JVM 클래스 파일로 변환하여 자바 런타임 시스템이 로드하기 적합하도록 만들어준다.

## 예
자스민의 전통적인 HelloWorld 스타터이다:
```
 
.class
 
public
 
HelloWorld.
j

 
.super
 
java/lang/
Object

 
.method
 
public
 
<init>
()
V

    
aload_0

    
invokenonvirtual
 
java/lang/
Object/
<init>
()
V

    
return

 
.end
 
method

 
.method
 
public
 
static
 
main
([
L
java/lang/
String
;)
V

    
.limit
 
stack
 
2

    
.limit
 
locals
 
2

    
getstatic
      
java/lang/
System/
out
 
L
java/io/
PrintStream
;

    
ldc
            
"Hello World."

    
invokevirtual
  
java/io/
PrintStream/
println
(
L
java/lang/
String
;)
V

    
return

 
.end
 
method

```

## 같이 보기
- 자바 바이트코드